# Валлисвиль-бай-Ванген
Валлисвиль-бай-Ванген (нем. Walliswil bei Wangen) — коммуна в Швейцарии, в кантоне Берн. 
Входит в состав округа Ванген. Население составляет 579 человек (на 31 декабря 2006 года). Официальный код — 0991.